# Порат, Дина
Дина Порат (ивр. דינה פורת‎) (род. 1943 года, Аргентина) — израильский профессор истории еврейского народа Тель-Авивского университета, основатель и директор «Института изучения современного антисемитизма и расизма» и руководитель одноимённой кафедры в Тель-Авивском университете. Она также входит в группу научных советников мемориала Яд ва-Шем и в совет его Международного центра по изучению Катастрофы (Холокоста). Кроме того, она — научный консультант Совета по Международному сотрудничеству в преподавании, увековечении и исследовании истории Холокоста.

## Ранние годы, учёба, семья
Дина Порат родилась в 1943 году в Аргентине. В 1950 году её семья репатриировалась в Израиль. Её отец, Моше Костеринский-Китрон, родился в местечке Телеханы возле Пинска (Российская империя). Он был основателем Движения «Дрор» на юге Аргентины и одним из руководителей еврейства Аргентины. Мать Дины родилась в местечке Рацки (Литва).
Дина Порат служила в Армии обороны Израиля (бригада «Нахаль»).
В 1973 году Дина Порат защитила дипломную работу на соискание степени магистра по теме «Концентрация еврейских беженцев в Вильно (1939—1941 гг.): их попытка бегства под угрозой нацистской оккупации».
В 1984 году она защитила диссертацию на соискание степени доктора в Тель-Авивском университете по теме «Роль руководства Еврейского агентства в Иерусалиме по спасению европейского еврейства во время Холокоста в 1942—1945 гг.» (руководитель: профессор Даниель Карпи).
Дина Порат замужем, она мать троих сыновей.

## Научная и преподавательская деятельность
- с 1988 — Преподаватель, старший преподаватель отделения еврейской истории Тель-Авивского университета. Признана лучшим преподавателем гуманитарного факультета в 2004 году.
- 1975—1977, 1988—1989 — преподаватель в «Command and Staff College» (Армия обороны Израиля)[1]
- 1984—1985 — Научный сотрудник в программе «Нацизм и Холокост» «Института современных исследований», Еврейский университет в Иерусалиме.
- с 1984 — Член научного совета мемориала «Яд ва-Шем».
- с 1986 — Член консультативного совета института Вейцмана (исследование сионизма).
- 1988 — Научный сотрудник «Центра изучения Израиля и еврейского народа» Колумбийский университет, Нью-Йорк
- 1982—1993 — Член комиссий по образованию (гуманитарного факультета и отделения еврейской истории).
- 1991—2010 — Основатель и директор «Института изучения современного антисемитизма и расизма»[2]
- с 1992 — Руководитель проекта изучения антисемитизма и создания базы данных по антисемитизму в наши дни[3]. Инициатор и редактор научных публикаций, включая издание годовых отчетов по антисемитским инцидентам в разных странах, организатор научных семинаров[4].
- 1992 — Приглашённый профессор, «Центр исследования Европы», Гарвардский университет. Член научного совета «Института изучения диаспоры».
- 1993 — Активный участник делегации Министерства иностранных дел Израиля в Вене.

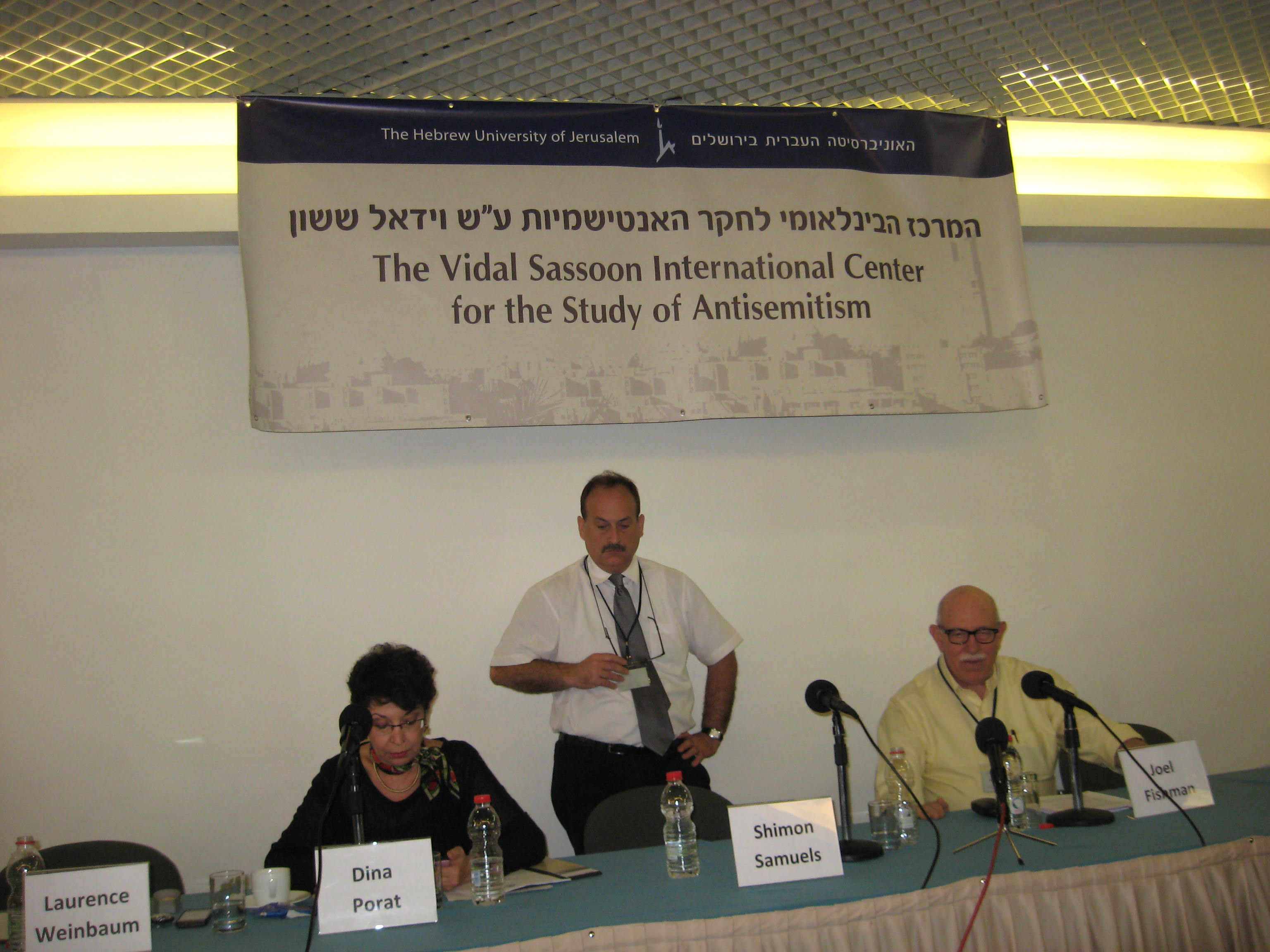
Дина Порат на конференции SICSA «Антииудаизм, антисемитизм, делегитимации Израиля» Иерусалим, 2014

- с 1993 — Член совета «Международного центра по изучению Холокоста при мемориале» «Яд ва-Шем».
- с 1994 — Член Нью-Йоркской академии наук.
- 2004 — Приглашённый научный сотрудник, Нью-Йоркский университет.
- 2007 — Приглашённый научный сотрудник, Мемориал Катастрофы (Париж)[фр.].
- 2008 — Преподаватель, Венецианский международный университет[англ.].
- с 2010 — Глава Центра Кантора по изучению современного европейского еврейства

## Книги
- An Entangled Leadership, the Yishuv and the Holcaust 1942—1945 (Am Oved, 1986) (англ.). Книга получила премию Института Ицхака Бен-Цви в 1988 году.
- The Blue and the Yellow Stars of David, The Zionist Leadership and the Holocaust, 1939—1945 (Harvard University Press, 1990) (англ.). Книга получила премию National Jewish Book[англ.] (США) в 1991 году.
- Avraham Tory, Surviving the Holocaust, The Kovno Ghetto Diary, edited and with an introduction by Martin Gilbert, textual and historical notes by Dina Porat (Harvard University Press, May 1990) (англ.).
- Beyond the Corporeal, Abba Kovner’s Life Story, Am Oved and Yad-Vashem, 2000, (иврит) — премии Zandman и Buchman; 
 английская версия: The Fall of a Sparrow, The Life and Times of Abba Kovner, Stanford UP, 2009 — премия National Jewish Book, 2009.

## Некоторые публикации
- Does Esau Hate Jacob and Why? — Dr. Dina Porat, 19-12-2002  (англ.)
- Zionism=Racism – A Historical Perspective by Dina Porat, 24-08-2004 (англ.). Архивировано 8 декабря 2015 года.
- The ‘New Anti-Semitism’ and the Middle East, by Dina Porat. Архивировано 8 января 2011 года., Palestine-Israel Journal, Vol. 12, No 2&3, 2005 (англ.)
- What makes an anti-Semite? — By Dina Porat, 28-01-2007 (CFCA)  (англ.)
- Об антиизраильской риторике, пропаганде и мусульманском антисемитизме – интервью с профессором Порат, 20-01-2011. Архивировано 13 июля 2017 года. 
Израильский государственный форум по координации борьбы с антисемитизмом (CFCA). Архивировано 25 апреля 2011 года.